# Latinská Amerika

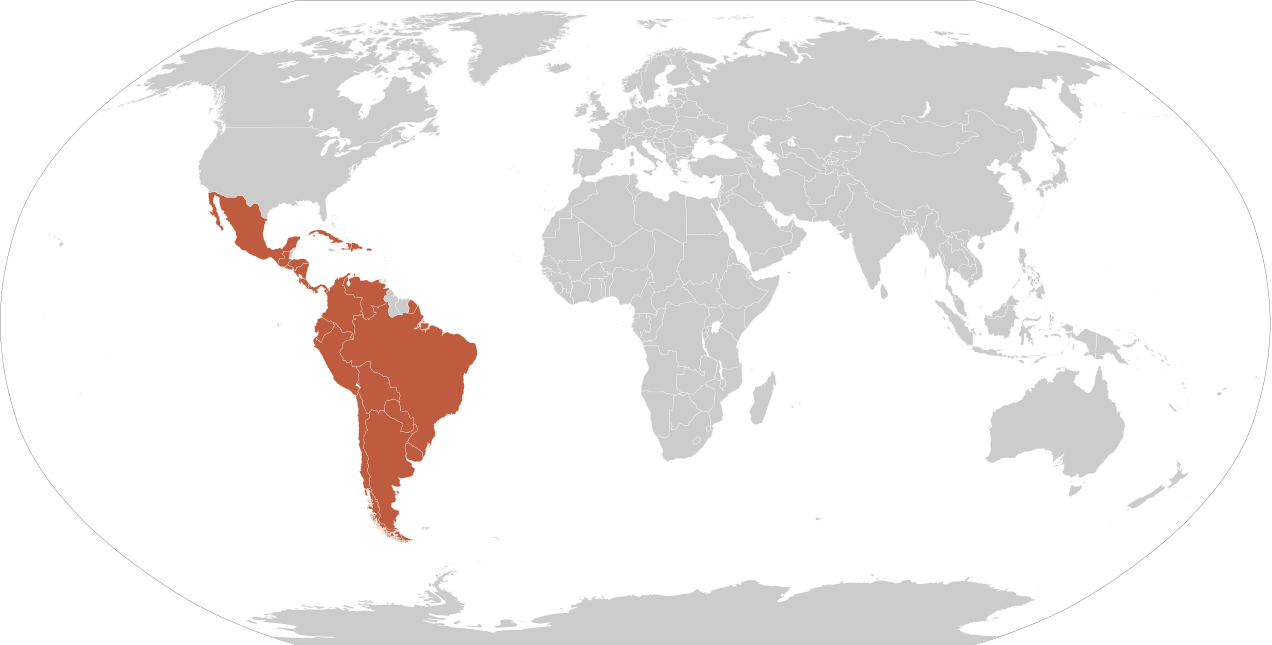
Latinská Amerika

Jako Latinská Amerika jsou označovány země amerického kontinentu jižně od USA, ve kterých se mluví jedním z románských jazyků: španělsky, portugalsky nebo francouzsky.
Do prostoru Latinské Ameriky spadají geograficky také Belize, Falklandy, Guyana, Surinam, Trinidad a Tobago a řada ostrovních států a závislých území v Karibiku, jazykově ale do tohoto prostoru nespadají.
Název odkazuje na románský původ jazyků přinesených do této oblasti kolonizátory a na s nimi svázané kulturní dědictví. Z celku Jižní a Střední Ameriky vyčleňuje Belize, (Britskou) Guyanu a Surinam a je diskriminativní vůči indiánským kulturám.
Poprvé bylo označení „Latinská Amerika“ navrženo v průběhu obsazení Mexika Francouzi (1862–1867), kdy Napoleon III. podporoval snahu arcivévody Maxmiliána stát se mexickým císařem.
Pojem Latinská Amerika bývá často mylně chápán jako synonymum pojmu Iberoamerika. Toto označení se však nevztahuje na země s francouzským kulturním dědictvím. Ani ono není politicky zcela korektní, neboť poukazuje na původ portugalských a španělských kolonizátorů – Pyrenejský poloostrov (Península Ibérica) – a indiánské kulturní dědictví pomíjí. Dalšími geografickými výrazy používanými pro tento region jsou pojmy Hispanoamerika, který je souhrnným označením pro španělsky mluvící země a Lusoamerika označující portugalsky mluvící Brazílii.

## Přehled

### Nezávislé státy
| Stát               | Populace (2017) | Rozloha [km²] | Hlavní město        | HDP (v paritě kupní síly) [ dolarů/obyv./rok] (rok 2023) | měna                  |
| ------------------ | --------------- | ------------- | ------------------- | --- | --------------------- |
| Argentina          | 44 293 293      | 2 780 400     | Buenos Aires        | 26 765 | Argentinské peso      |
| Bolívie            | 11 138 234      | 1 098 581     | Sucre               | 10 412 | Bolivijský boliviano  |
| Brazílie           | 207 353 391     | 8 515 770     | Brasília            | 20 000 | Brazilský real        |
| Chile              | 17 789 267      | 756 102       | Santiago de Chile   | 29 872 | Chilské peso          |
| Dominik. republika | 10 734 247      | 48 670        | Santo Domingo       | 25 355 | Dominikánské peso     |
| Ekvádor            | 16 290 913      | 283 561       | Quito               | 14 330 | USD + vlastní mince   |
| Guatemala          | 15 460 732      | 108 889       | Ciudad de Guatemala | 10 587 | Guatemalský quetzal   |
| Haiti              | 10 646 714      | 27 750        | Port-au-Prince      | 3 170 | Haitský gourde        |
| Honduras           | 9 038 741       | 112 090       | Tegucigalpa         | 7 195 | Honduraská lempira    |
| Kolumbie           | 47 698 524      | 1 138 910     | Bogota              | 19 282 | Kolumbijské peso      |
| Kostarika          | 4 930 258       | 51 100        | San José            | 27 063 | Kostarický colón      |
| Kuba               | 11 147 407      | 110 860       | Havana              | & Chyba ve výrazu: Neočekávaný operátor / Chyba ve výrazu: Neočekávaný operátor / Chyba ve výrazu: Neočekávaný operátor / Chyba ve výrazu: Neočekávaný operátor / Chyba ve výrazu: Neočekávaný operátor / Chyba ve výrazu: Neočekávaný operátor / Chyba ve výrazu: Neočekávaný operátor / Chyba ve výrazu: Neočekávaný operátor / Chyba ve výrazu: Neočekávaný operátor / Chyba ve výrazu: Neočekávaný operátor / Chyba ve výrazu: Neočekávaný operátor / Chyba ve výrazu: Neočekávaný operátor / Chyba ve výrazu: Neočekávaný operátor / Chyba ve výrazu: Neočekávaný operátor / Chyba ve výrazu: Neočekávaný operátor / -1.0000-0 | Kubánské peso         |
| Mexiko             | 124 574 795     | 1 964 375     | Ciudad de México    | 24 980 | Mexické peso          |
| Nikaragua          | 6 025 951       | 130 370       | Managua             | 7 756 | Nikaragujská córdoba  |
| Panama             | 3 753 142       | 75 420        | Panamá              | 43 218 | USD + Panamská balboa |
| Paraguay           | 6 943 739       | 406 752       | Asunción            | 15 530 | Paraguayský guaraní   |
| Peru               | 31 036 656      | 1 285 216     | Lima                | 15 995 | Peruánský sol         |
| Salvador           | 6 172 011       | 21 041        | San Salvador        | 11 949 | Americký dolar        |
| Uruguay            | 3 360 148       | 176 215       | Montevideo          | 28 499 | Uruguayské peso       |
| Venezuela          | 31 304 016      | 912 050       | Caracas             | 7 942 | Venezuelský bolívar   |

### Závislá území
- Portoriko
- Francouzská Guyana
- Guadeloupe
- Martinik
- Svatý Bartoloměj
- Svatý Martin
- Saint Pierre a Miquelon